# Saccogynidium vasculosum
Saccogynidium vasculosum là một loài rêu tản trong họ Geocalycaceae. Loài này được (Hook. f. & Taylor) Grolle miêu tả khoa học lần đầu tiên năm 1960.